# Josué Montello
Josué de Sousa Montello (São Luís, 21 de agosto de 1917-Río de Janeiro, 15 de marzo de 2006) fue un periodista, profesor, dramaturgo y escritor conservador brasilero.

## Biografía
Fue director de la Biblioteca Nacional, del Museo de la República, y del  Serviçio Nacional de Teatro, escribió para la revista Manchete y para el Jornal do Brasil, además se desempeñó en cargos públicos durante el gobierno del presidente Juscelino Kubitschek.
Entre sus obras se destacan Os tambores de São Luís, de 1965, una trilogía compuesta por las novelas Duas vezes perdida, de 1966, y Glorinha, de 1977, y por el romance Perto da meia-noite, de 1985. 
Algunas de sus novelas fueron adaptadas al cine; en 1976, Uma tarde, outra tarde sirvió de base argumental de la película O amor aos 40; y en  1978, O monstro, fue filmado como O monstro de Santa Teresa.
En homenaje a Montello en 1997, el gobierno de Maranhão inauguró la primera biblioteca del Farol da Educação denominada Biblioteca Farol da Educação Josué Montello.